# Круизинг

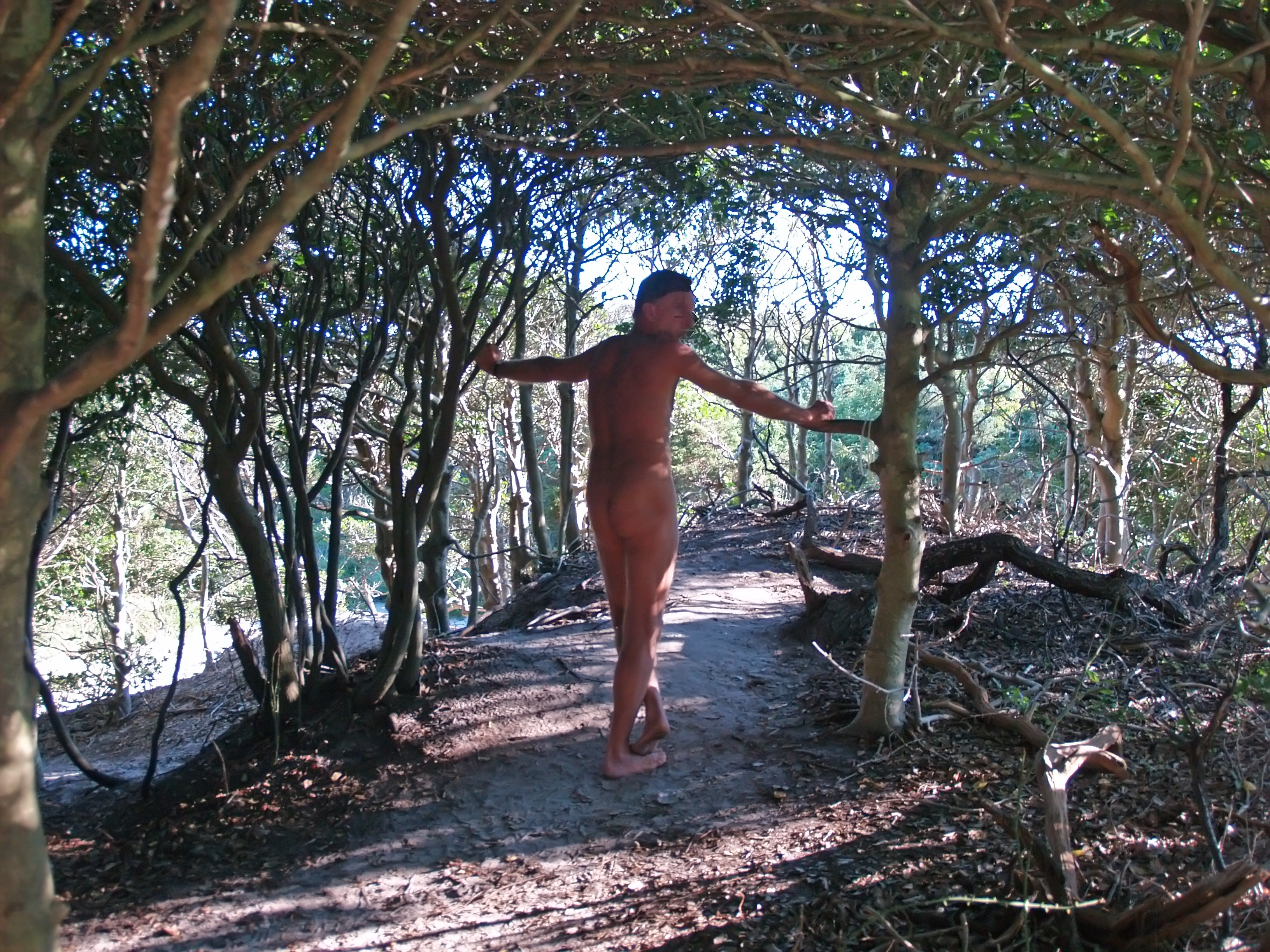
Мужчина, занимающийся круизингом на острове Файр, одном из барьерных островов острова Лонг-Айленд, округ Саффолк, штат Нью-Йорк, США.

Круизинг или съём (англ. cruising) — поиск сексуальных партнёров в общественных местах. Термин чаще употребляется по отношению к поиску гей-партнёра.

## Этимология
В применении к морским судам глагол to cruise впервые зафиксирован в шестнадцатом веке, однако уже в семнадцатом веке он начинает применяться и к людям. Но это не связывалось с сексуальной тематикой.
Современное значение возникло в США[когда?] и связано с массовым обустройством общественных туалетов в парках, что способствовало локализации мест знакомств, и распространением личных автомобилей, что позволяло уединиться сразу после знакомства.
Один из первых голливудских фильмов на гей-тематику назывался Cruising (1980, в русском переводе «Разыскивающий»).

## Фильмы о съёме партнёров
- Разыскивающий (реж. Уильям Фридкин, 1980).
- Незнакомец на озере (реж. Ален Гироди, 2013).

Кроме фильмов, круизинг упоминается во многих песнях эпохи диско, включая «Cruisin'» Смоки Робинсона и «I’m a Cruiser» коллектива Village People.